# Türkmenbaşy

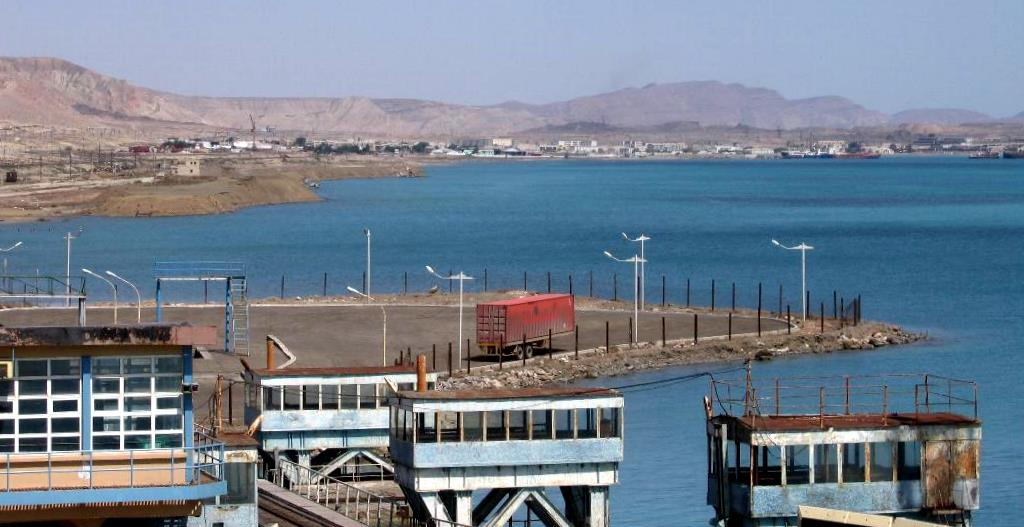
El port de Türkmenbaşy

Türkmenbaşy és una ciutat portuària del Turkmenistan, situada a la península homònima al costat del golf també homònim, a la costa de la mar Càspia. Administrativament pertany a la província de Balkan. Té una població de 51.000 habitants (segons l'estimació del 1999), majoritàriament russos i àzeris.
Anteriorment s'havia anomenat en rus Krasnovodsk (Красноводск), literalment 'la de l'aigua vermella', traducció del nom local turcman de Kyzyl-Su, que significa igualment 'aigua vermella'. Fou batejada amb el nom actual el 1993 pel president Saparmyrat Nyýazow dins el marc de la campanya de culte a la personalitat: precisament Türkmenbaşy (literalment 'el cap dels turcmans') és el sobrenom o «nom oficial» que es va autoatorgar Nyýazow, en imitació del primer président de la República de Turquia, Mustafà Kemal, que va rebre del Parlament turc el 24 de novembre del 1934 el cognom d'Atatürk ('el pare dels turcs').
La ciutat és la principal connexió marítima de l'Àsia central amb Europa i s'hi troba l'extrem occidental del ferrocarril transcaspià, la qual cosa la converteix en un important nexe de transport per a l'estat turcman i per a tota la regió. Està connectat amb la costa oposada del mar Caspi per mitjà de transbordadors.
Compta amb la refineria més gran del Turkmenistan; de fet, una part important de les extraccions de gas natural i petroli turcmans es realitzen a la rodalia.
Originàriament, la ciutat va néixer a manera de fortificació bastida per l'Imperi Rus el 1869 en el seu avanç per l'Àsia central, que va servir com a base d'operacions contra els estats de la regió i els grups nòmades o seminòmades.